# Kielmeyera rubriflora
Kielmeyera rubriflora är en tvåhjärtbladig växtart som beskrevs av Jacques Cambessèdes. Kielmeyera rubriflora ingår i släktet Kielmeyera och familjen Calophyllaceae.

## Underarter
Arten delas in i följande underarter:
- K. r. affinis
- K. r. major

## Bildgalleri

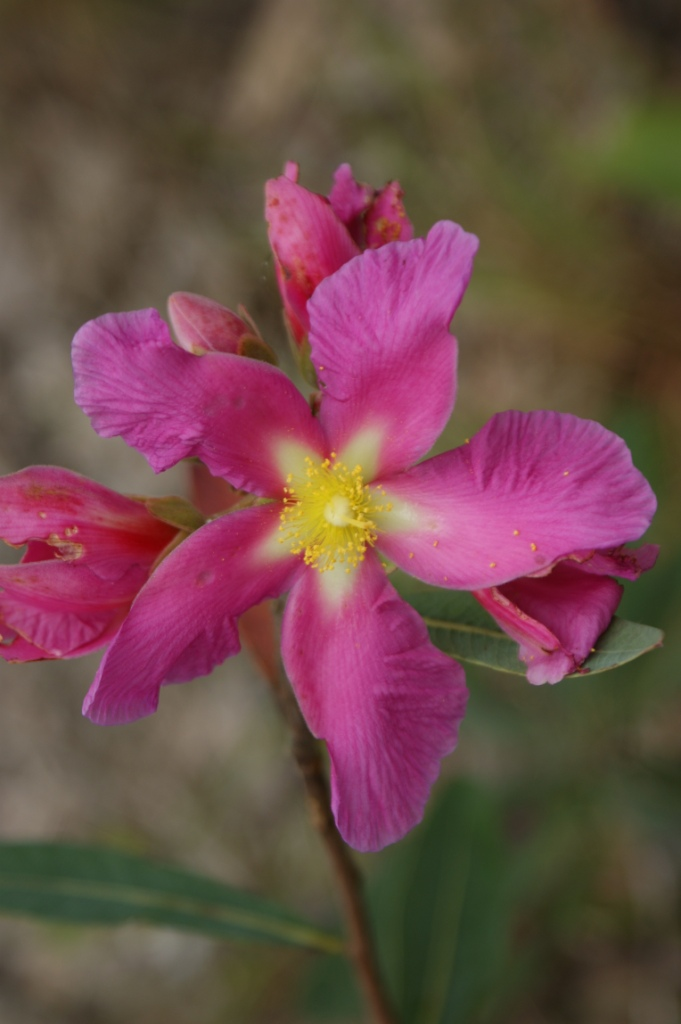
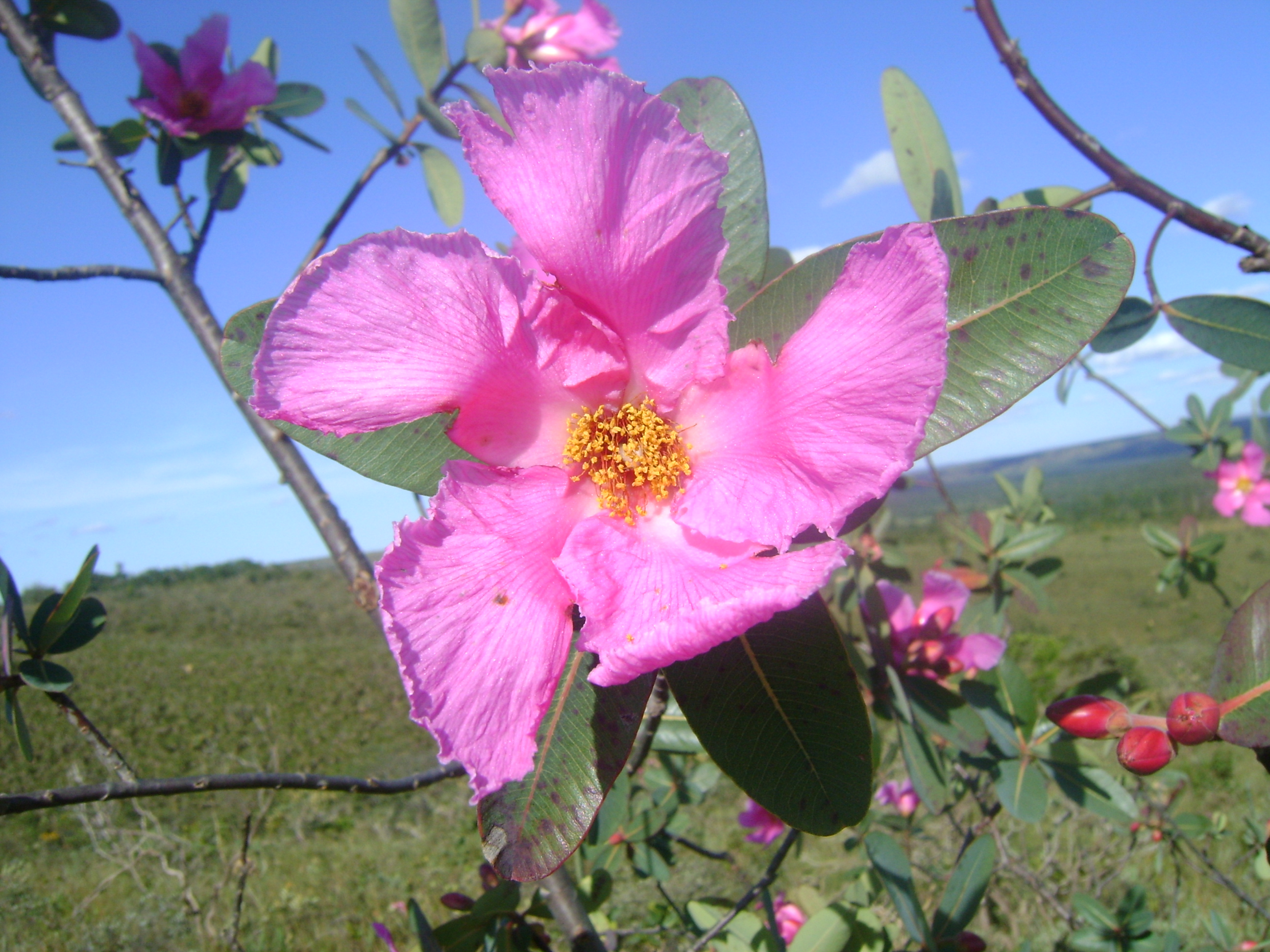
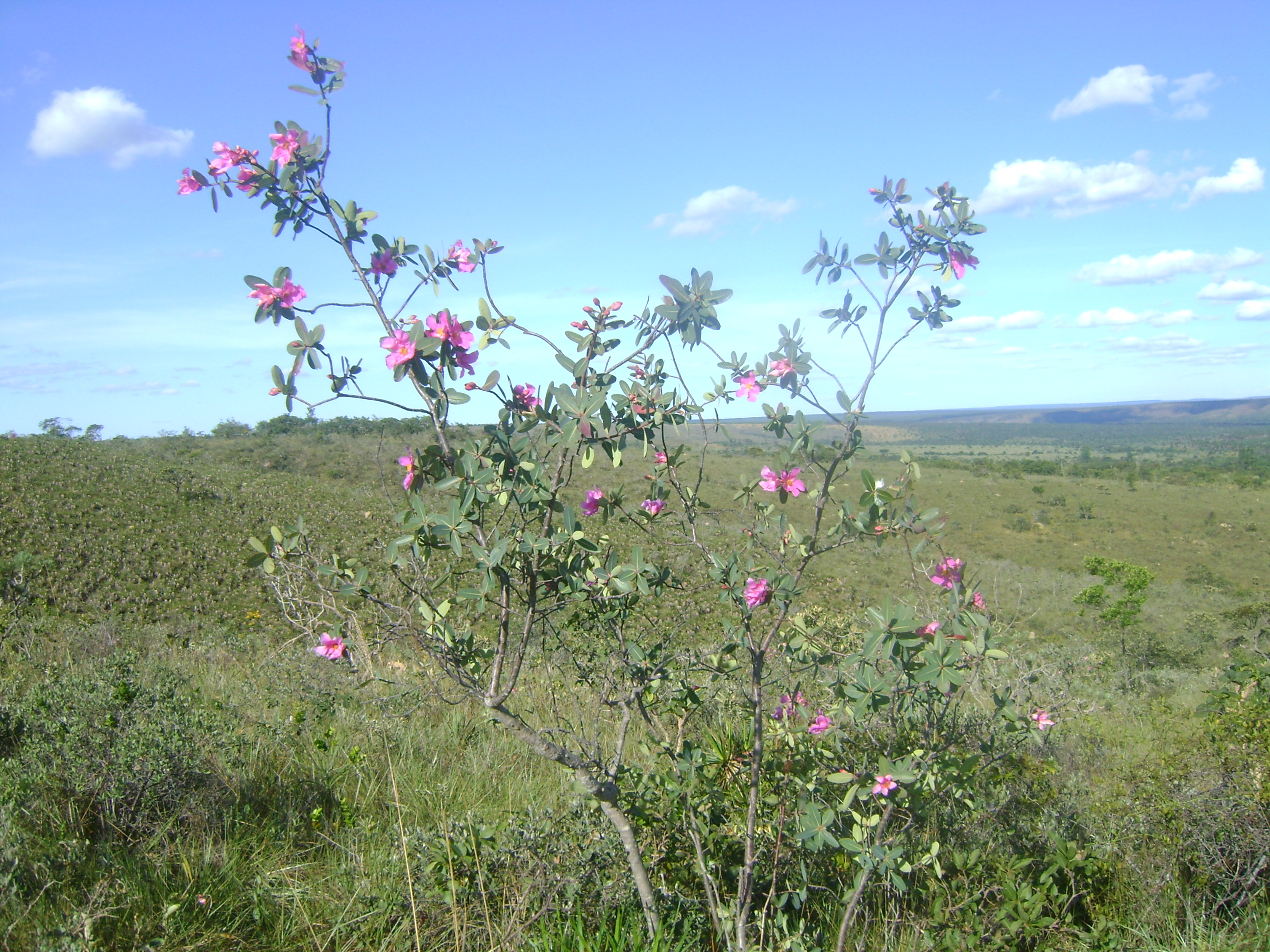
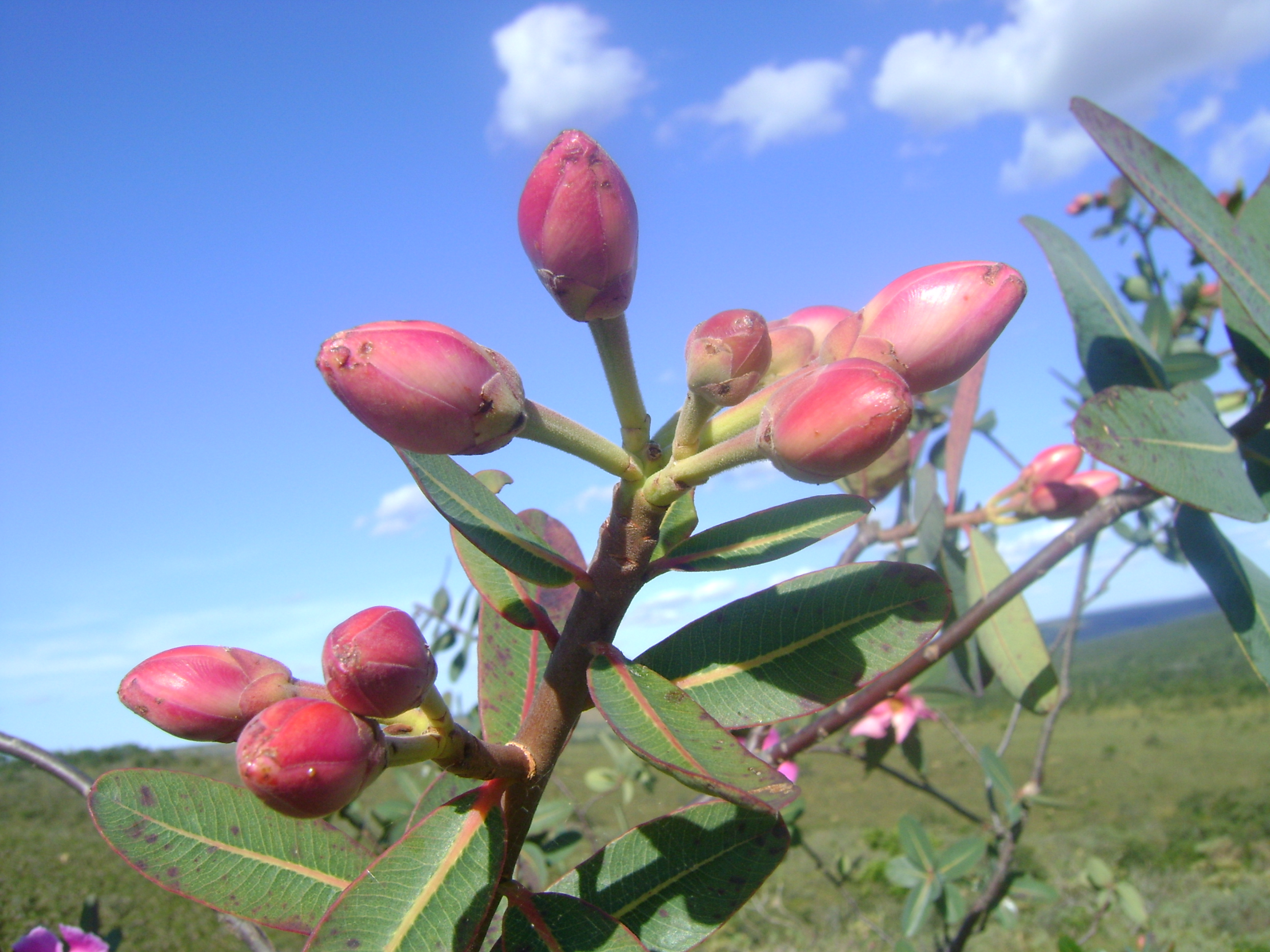
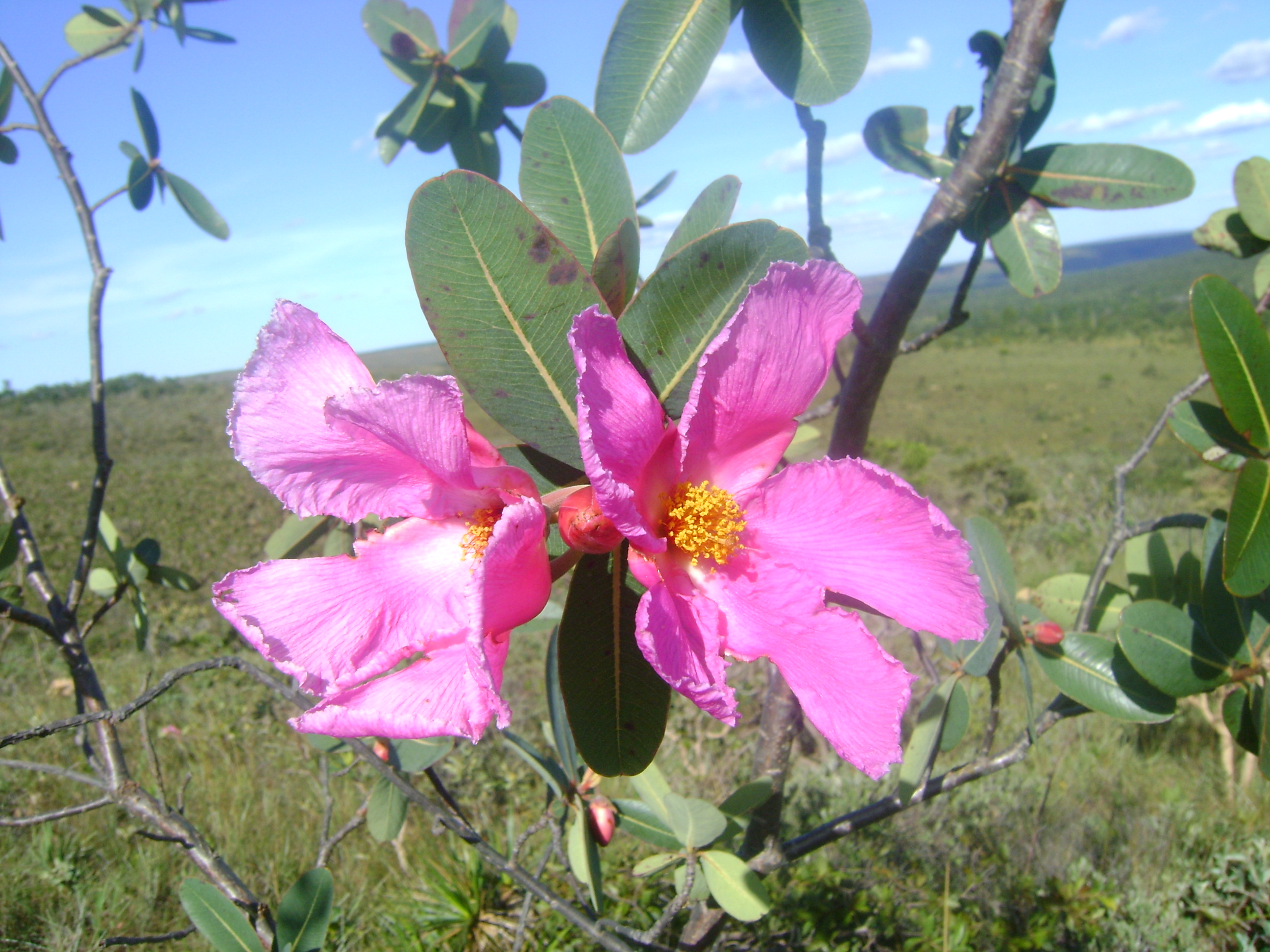